# Wołodymyr Tewkun
Wołdoymyr Wiktorowycz Tewkun (ukr. Володимир Вікторович Тевкун, ur. 3 września 1988 w Czernihowie) – ukraiński siatkarz, grający na pozycji atakującego, były reprezentant Ukrainy. 

## Sukcesy klubowe
Superpuchar Ukrainy:
- 2016

Puchar Ukrainy:
- 2016, 2017

Mistrzostwo Ukrainy:
- 2018
- 2017

Superpuchar Białorusi:
- 2018, 2019

Puchar Białorusi:
- 2018, 2019

Mistrzostwo Białorusi:
- 2019, 2020[3]

## Sukcesy reprezentacyjne
Liga Europejska:
- 2017[4]

## Nagrody indywidualne
- 2017: Najlepszy atakujący ukraińskiej Superligi w sezonie 2016/2017
- 2018: Najlepszy atakujący ukraińskiej Superligi w sezonie 2017/2018